# Дрогобицька обласна рада депутатів трудящих V скликання
Дрогобицька обласна рада депутатів трудящих п'ятого скликання — представницький орган Дрогобицької області 1955—1957 років.
Нижче наведено список депутатів Дрогобицької обласної ради 5-го скликання, обраних 27 лютого 1955 року. Всього до Дрогобицької обласної ради 5-го скликання було обрано 70 депутатів. До складу обласної ради обрано 47 чоловіків та 23 жінки. У числі депутатів: 29 чоловік з вищою освітою, 19 — з середньою, 22 — з початковою та неповно-середньою освітою.
| Прізвище, ім'я, по-батькові     | Місто чи район           | Виборчий округ            | Посада | Примітки             |
| ------------------------------- | ------------------------ | ------------------------- | --- | -------------------- |
| Байко Гнат Іванович             | Журавнівський район      | Подорожненський № 13      | голова Журавнівського райвиконкому                                                                          |                      |
| Банас Іван Миколайович          | Старосамбірський район   | Скелівський № 44          | голова Старосамбірського райвиконкому                                                                       |                      |
| Біндас Ольга Іванівна           | Сколівський район        | Любинцівський № 39        | голова Дрогобицької обласної ради професійних спілок                                                        |                      |
| Бурковський Анатолій Трохимович | місто Самбір             | Самбірський № 65          | голова правління Дрогобицької облспоживспілки                                                               |                      |
| Вербівський Степан Павлович     | Судововишнянський район  | Дидятицький № 52          | завідувач Дрогобицького обласного відділу народної освіти                                                   |                      |
| Гапій Дмитро Гаврилович         | місто Борислав           | Бориславський № 61        | 1-й секретар Дрогобицького обкому КПУ                                                                       |                      |
| Гервасієв Андрій Микитович      | місто Стрий              | Стрийський № 68           | командир 73-го стрілецького Сілезького корпусу 13-ї армії Прикарпатського військового округу, генерал-майор |                      |
| Гльоц Марія Іванівна            | Добромильський район     | Новоміський № 4           | голова Болозівської сільської ради Добромильського р-ну                                                     |                      |
| Гомза Олена Свиридівна          | Судововишнянський район  | Судововишнянський № 51    | вчителька української мови і літератури Судово-Вишнянської середньої школи                                  |                      |
| Гоптаревська Євгенія Петрівна   | Миколаївський район      | Миколаївський № 20        | агроном-плановик Березинської МТС Миколаївського р-ну                                                       |                      |
| Гриценко Олексій Варфоломійович | Сколівський район        | Сколівський № 38          | начальник Дрогобицького обласного управління КДБ                                                            |                      |
| Добрянська Розалія Іванівна     | Стрілківський район      | Великолінинський № 50     | доярка колгоспу імені Хрущова села Топільниця Стрілківського р-ну                                           |                      |
| Дронов Олександр Агапович       | Добромильський район     | Добромильський № 3        | начальник прикордонного загону Прикордонних військ МВС СРСР                                                 |                      |
| Єресова Надія Тимофіївна        | Меденицький район        | Меденицький № 18          | директор Меденицької середньої школи                                                                        |                      |
| Жуланов Григорій Леонідович     | Мостиський район         | Тщенецький № 23           | обласний військовий комісар Дрогобицької області                                                            |                      |
| Заєць Марія Василівна           | Самбірський район        | Самбірський № 34          | ланкова колгоспу імені Сталіна села Ралівка Самбірського р-ну                                               |                      |
| Золотарьов Борис Петрович       | місто Дрогобич           | Дрогобицький № 62         | інструктор відділу важкої промисловості ЦК КПУ                                                              |                      |
| Кінаш Теодозія Іванівна         | Нижанковицький район     | Нижанковицький № 25       | лікар-гінеколог Нижанковицької районної лікарні                                                             |                      |
| Кобзін Юхим Никифорович         | місто Трускавець         | Трускавецький № 70        | голова Трускавецького міськвиконкому                                                                        |                      |
| Козова Марія Іванівна           | Мостиський район         | Чернівський № 24          | ланкова колгоспу імені Молотова села Мальнів Мостиського р-ну                                               |                      |
| Колбаса Юхим Опанасович         | Меденицький район        | Грушівський № 19          | голова Меденицького райвиконкому                                                                            |                      |
| Колосова-Щербань Зоя Дмитрівна  | Стрийський район         | Дашавський № 47           | головний лікар Дашавської районної лікарні Стрийського р-ну                                                 |                      |
| Костів Розалія Василівна        | Стрийський район         | Дулібівський № 48         | ланкова бурякосійної ланки колгоспу імені Івана Франка села Нежухів Стрийського р-ну                        |                      |
| Костів Теофіль Ількович         | місто Дрогобич           | Дрогобицький № 63         | начальник бітумної установки Дрогобицького нафтопереробного заводу № 2                                      |                      |
| Котов Георгій Федорович         | Новострілищанський район | Бориницький № 28          | секретар Дрогобицького облвиконкому                                                                         |                      |
| Кочиркевич Меланія Іванівна     | Хирівський район         | Хирівський № 56           | завідувачка початкової школи села Слохини Хирівського р-ну                                                  |                      |
| Кудрявцев Євген Михайлович      | Дрогобицький район       | Стебницький № 5           | директор Стебницького калійного комбінату                                                                   |                      |
| Куценко Віктор Петрович         | Комарнівський район      | Підзвіринецький № 15      | секретар Дрогобицького обкому КПУ                                                                           |                      |
| Мазур Михайло Андрійович        | Турківський район        | Турківський № 53          | бригадир рільничої бригади колгоспу «Червона зірка» села Шум'яче Турківського р-ну                          |                      |
| Макаренко Микола Васильович     | Рудківський район        | Рудківський № 31          | секретар Дрогобицького обкому КПУ                                                                           |                      |
| Маланчин Микола Михайлович      | Жидачівський район       | Рудянський № 11           | голова Жидачівського райвиконкому                                                                           |                      |
| Мигович Лука Теодорович         | Славський район          | Тухольківський № 42       | голова колгоспу імені Молотова Славського р-ну                                                              |                      |
| Михайлик Василь Сергійович      | місто Самбір             | Самбірський № 66          | машиніст паровозного депо залізничної станції Самбір                                                        |                      |
| Неплюєв Микола Федорович        | Крукеницький район       | Пнікутський № 17          | завідувач Дрогобицького обласного відділу охорони здоров‘я                                                  |                      |
| Нестор Парасковія Михайлівна    | Крукеницький район       | Крукеницький № 16         | доярка колгоспу імені Леніна села Крукеничі Крукеницького р-ну                                              |                      |
| Откаленко Олександр Матвійович  | Боринський район         | Верхньовисоцький № 2      | начальник Дрогобицького обласного управління сільського господарства                                        |                      |
| Павленко Сергій Автономович     | Турківський район        | Вовченський № 54          | заступник голови Дрогобицького облвиконкому                                                                 |                      |
| Панченко Василь Прокопович      | місто Дрогобич           | Дрогобицький № 64         | голова Дрогобицького міськвиконкому                                                                         |                      |
| Підуфалий Микола Васильович     | місто Стрий              | Стрийський № 67           | секретар партійного бюро Стрийського вагоноремонтного заводу                                                |                      |
| Рибальченко Костянтин Макарович | Ходорівський район       | Берездовецький № 58       | 1-й заступник голови Дрогобицького облвиконкому                                                             |                      |
| Савуляк Анелія Федорівна        | Підбузький район         | Підбузький № 29           | завідувачка молочно-товарної ферми колгоспу імені Леніна села Уріж Підбузького р-ну                         |                      |
| Сендзюк Феодосій Лук'янович     | Славський район          | Славський № 41            | редактор Дрогобицької обласної газети «Радянське слово»                                                     |                      |
| Сердюк Тарас Михайлович         | Турківський район        | Яворівський № 55          | 1-й секретар Турківського райкому КПУ                                                                       |                      |
| Середа Іван Матвійович          | Комарнівський район      | Комарнівський № 14        | 1-й секретар Комарнівського райкому КПУ                                                                     |                      |
| Сивохоп Марія Григорівна        | Самбірський район        | Барановецький № 35        | завідувачка початкової школи села Міжгайці Самбірського р-ну                                                |                      |
| Сидор Ганна Дмитрівна           | Дублянський район        | Корналовицький № 9        | зоотехнік колгоспу «Перемога» Дублянського р-ну                                                             |                      |
| Скопін Віктор Дмитрович         | Підбузький район         | Новокропивницький № 30    | начальник Дрогобицького обласного управління МВС                                                            |                      |
| Скороход Іван Кузьмич           | Мостиський район         | Гусаківський № 26         | завідувач Дрогобицького обласного фінансового відділу                                                       |                      |
| Смик Віра Іванівна              | Ходорівський район       | Ходорівський № 57         | агротехнік колгоспу імені Сталіна села Вербиця Ходорівського р-ну                                           |                      |
| Соболь Теодозій Йосипович       | Дрогобицький район       | Лішнянський № 6           | голова Дрогобицького райвиконкому                                                                           |                      |
| Сороківський Михайло Васильович | Рудківський район        | Чайковицький № 32         | голова колгоспу імені Кірова Рудківського р-ну                                                              |                      |
| Старжинський Йосип Йосипович    | Сколівський район        | Підгородецький № 40       | курсант Дрогобицької однорічної середньої сільськогосподарської школи по підготовці голів колгоспів         |                      |
| Тарапацька Катерина Степанівна  | Мостиський район         | Мостиський № 22           | голова Завадської сільської ради Мостиського р-ну                                                           |                      |
| Теньковський Михайло Гордійович | Самбірський район        | Бабинський № 37           | голова Дрогобицької обласної планової комісії                                                               |                      |
| Терещенко Олександр Максимович  | Стрийський район         | Моршинський № 46          | 1-й секретар Стрийського райкому КПУ                                                                        |                      |
| Ткаченко Григорій Михайлович    | Стрілківський район      | Стрілківський № 49        | завідувач Дрогобицького обласного торгівельного відділу                                                     |                      |
| Толстой Микола Андрійович       | Самбірський район        | Чукв'янський № 36         | прокурор Дрогобицької області                                                                               |                      |
| Торбяк Тарас Миколайович        | Журавнівський район      | Журавнівський № 12        | 1-й секретар Дрогобицького обкому ЛКСМУ                                                                     |                      |
| Трач Марія Михайлівна           | Новострілищанський район | Новострілищанський № 27   | свинарка колгоспу імені Сталіна села Нові Стрілища Новострілищанського р-ну                                 |                      |
| Устенко Андрій Іванович         | Миколаївський район      | Роздольський № 21         | 2-й секретар Дрогобицького обкому КПУ                                                                       | вибув у квітні 1955  |
| Халавка Микола Іванович         | місто Стрий              | Стрийський № 69           | голова Стрийського міськвиконкому                                                                           |                      |
| Хащівська Марія Дмитрівна       | Боринський район         | Боринський № 1            | ланкова колгоспу імені Шевченка села Верхнє Боринського р-ну                                                |                      |
| Хміль Марія Юр'ївна             | Рудківський район        | Конюшко-Семенівський № 33 | ланкова колгоспу імені Жданова села Михайлевичі Рудківського р-ну                                           |                      |
| Чапля Михайло Михайлович        | місто Борислав           | Бориславський № 59        | голова Бориславського міськвиконкому                                                                        |                      |
| Чепіжак Єфросинія Федорівна     | Дублянський район        | Дублянський № 8           | заступник голови Дрогобицького облвиконкому                                                                 |                      |
| Чорноморець Семен Костянтинович | Стрийський район         | Яблунівський № 45         | начальник Дрогобицького обласного управління культури                                                       |                      |
| Шадурська Надія Федорівна       | Дрогобицький район       | Солонський № 7            | артистка Дрогобицького обласного музично-драматичного театру                                                |                      |
| Шелех Микола Родіонович         | Старосамбірський район   | Старосамбірський № 43     | секретар Дрогобицького обкому КПУ                                                                           |                      |
| Шуригайло Микола Іванович       | місто Борислав           | Бориславський № 60        | оператор Бориславського нафтопромислу № 8 тресту «Бориславнафта»                                            |                      |
| Яворський Іван Йосипович        | Жидачівський район       | Жидачівський № 10         | голова Дрогобицького облвиконкому                                                                           |                      |
| Богомазов Андрій Васильович     | Миколаївський район      | Роздольський № 21         | 1-й секретар Бориславського міськкому КПУ; заступник голови Дрогобицького облвиконкому                      | дообраний 19.02.1956 |

15 березня 1955 року відбулася 1-а сесія обласної ради. Головою облвиконкому обраний Яворський Іван Йосипович. Обрані заступниками голови облвиконкому: Рибальченко Костянтин Макарович (1-й заступник), Павленко Сергій Автономович, Чепіжак Єфросинія Федорівна. Секретарем облвиконкому обраний Котов Георгій Федорович.
Обрано Дрогобицький облвиконком у складі 15 чоловік: Яворський Іван Йосипович — голова облвиконкому; Рибальченко Костянтин Макарович — 1-й заступник голови облвиконкому; Павленко Сергій Автономович — заступник голови облвиконкому; Чепіжак Єфросинія Федорівна — заступник голови облвиконкому; Котов Георгій Федорович — секретар облвиконкому; Гапій Дмитро Гаврилович — 1-й секретар Дрогобицького обкому КПУ; Жуланов Григорій Леонідович — військовий комісар Дрогобицької області; Скопін Віктор Дмитрович — начальник Дрогобицького обласного управління МВС; Теньковський Михайло Гордійович — голова Дрогобицької обласної планової комісії; Откаленко Олександр Матвійович — начальник Дрогобицького обласного управління сільського господарства; Скороход Іван Кузьмич — завідувач Дрогобицького обласного фінансового відділу; Вербівський Степан Павлович — завідувач Дрогобицького обласного відділу народної освіти; Ткаченко Григорій Михайлович — завідувач Дрогобицького обласного торгівельного відділу; Чорноморець Семен Костянтинович — начальник Дрогобицького обласного управління культури; Панченко Василь Прокопович — голова Дрогобицького міськвиконкому.
Тоді ж обрані завідувачі відділів облвиконкому: Теньковський Михайло Гордійович — голова Дрогобицької обласної планової комісії; Откаленко Олександр Матвійович — начальник Дрогобицького обласного управління сільського господарства; Скороход Іван Кузьмич — завідувач Дрогобицького обласного фінансового відділу; Вербівський Степан Павлович — завідувач Дрогобицького обласного відділу народної освіти; Неплюєв Микола Федорович — завідувач Дрогобицького обласного відділу охорони здоров'я; Ткаченко Григорій Михайлович — завідувач Дрогобицького обласного відділу торгівлі; Сичов Петро Порфирович — завідувач Дрогобицького обласного відділу соціального забезпечення; Снігоренко Михайло Купріянович — начальник Дрогобицької обласного управління комунального господарства; Топчій Федір Кузьмич — начальник Дрогобицької обласного управління автомобільного транспорту і шосейних шляхів; Євдокименко Мусій Степанович — начальник Дрогобицької обласного управління промисловості продовольчих товарів; Чорноморець Семен Костянтинович — начальник Дрогобицького обласного управління культури; Бутенко Ігор Степанович — начальник Дрогобицької обласного управління місцевої і паливної промисловості; Ратніков Роман Гнатович — начальник Дрогобицької обласного управління промисловості будівельних матеріалів; Тишовницький Микола Йосипович — завідувач загального відділу Дрогобицького облвиконкому.